# Constantina (Spanje)
Constantina is een gemeente in de Spaanse provincie Sevilla in de regio Andalusië met een oppervlakte van 481 km². In 2007 telde Constantina 6687 inwoners.

## Demografische ontwikkeling
Bron: INE, 1857-2011: volkstellingen
Opm.: In 1857 werd Las Navas de la Conceptión een zelfstandige gemeente